# Perry Lake Creek
Der Perry Lake Creek ist ein kurzer Bach im Crow Wing County in Minnesota. 
Er entspringt in der Perry Lake Township auf etwa 376 m Seehöhe und mündet schon kurz danach in den 58 Hektar großen Perry Lake. Der Bach verlässt den See auf der Westseite und fließt zuerst in nördliche, dann westliche Richtung. Er mündet nahe dem Rice Bed Lake in den Little Pine River. Der Perry Lake Creek hat eine Länge von rund fünf Kilometern.
Sein Einzugsgebiet umfasst nach Angaben des USGS 9,95 km² und besteht zu  6,4 % aus Stillgewässern. Es ist Teil des Einzugsgebiets vom Mississippi.